# Mirosław Bałka
Mirosław Bałka (* 16. prosince 1958 Varšava) je polský výtvarník a pedagog, věnující se sochařství, kresbě, instalacím a videoartu.
V roce 1985 vystudoval Výtvarnou akademii ve Varšavě. Byl členem skupiny Neue Bieriemiennost a jeho raná tvorba byla ovlivněna neoexpresionismem, v devadesátých letech se od figurativního sochařství přiklonil k minimalismu. Jeho tvorba je výrazně autobiografická, věnuje se tématům osobní paměti a lidské tělesnosti, využívá materiály jako železo, beton, dřevo, sůl, mýdlo, olej nebo popel.
Účastnil se výstavy documenta v Kasselu, Biennale di Venezia a Bienále v São Paulu. Spolupracoval s hudebním skladatelem Pawełem Mykietynem. K historické zátěži šoa odkazuje video apple T., natočené na místě vyhlazovacího tábora Treblinka. Pro londýnskou galerii Tate Modern vytvořil Bałka instalaci How It Is, inspirovanou dílem Samuela Becketta.
Má ateliér ve městě Otwock, kde také pořádá výtvarná sympózia, a vyučuje prostorové umění na varšavské výtvarné akademii.
Je členem Berlínské akademie umění. V roce 2014 obdržel Řád znovuzrozeného Polska.